# Condado de Cass (Nebraska)
El condado de Cass (en inglés: Cass County), fundado en 1854 y con su nombre en honor del general Lewis Cass, es un condado del estado estadounidense de Nebraska. En el año 2000 tenía una población de 24.334 habitantes con una densidad de población de 17 personas por km². La sede del condado es Plattsmouth.

## Geografía
Según la oficina del censo el condado tiene una superficie total de 1466 km² (566 mi²), de los que 1448 km² (559,1 mi²) son tierra y 18 km² (6,9 mi²) (1,24%) son agua.

## Condados adyacentes
- Condado de Sarpy - norte
- Condado de Mills - noreste
- Condado de Fremont - sureste
- Condado de Otoe - sur
- Condado de Lancaster - oeste
- Condado de Saunders - noroeste

## Demografía
Según el 2000 la renta per cápita media de los habitantes del condado era de 46.515 dólares y el ingreso medio de una familia era de 52.196 dólares. En el año 2000 los hombres tenían unos ingresos anuales 36.639 dólares frente a los 24.612 dólares que percibían las mujeres. El ingreso por habitante era de 20.156 dólares y alrededor de un 5.20% de la población estaba bajo el umbral de pobreza nacional.

## Ciudades y pueblos
- Plattsmouth
- Louisville
- Weeping Water
- Alvo
- Avoca
- Cedar Creek
- Eagle
- Elmwood
- Greenwood
- Manley
- Murdock
- Murray
- Nehawka
- South Bend
- Union

## Transporte

### Principales autopistas
- Interestatal 80
- U.S. Route 6
- U.S. Route 34
- U.S. Route 75
- Carretera de Nebraska 1
- Carretera de Nebraska 43
- Carretera de Nebraska 50
- Carretera de Nebraska 63
- Carretera de Nebraska 66
- Carretera de Nebraska 67